# John Mallett
John Anthony H. Mallett (Lincoln, 28 maggio 1970) è un ex rugbista a 15 e allenatore di rugby a 15 britannico, nazionale inglese, già pilone del Bath.

## Biografia
Proveniente da una scuola superiore di Londra, Mallett entrò nel Bath nel 1990.
Con il club si laureò tre volte campione d'Inghilterra e una volta d'Europa (nel 1998); vinse anche tre coppe Anglo-Gallesi, realizzando nel 1996 l'accoppiata titolo nazionale - coppa.
Si ritirò nel 2003 alla soglia delle 200 presenze, per la precisione 199.
In Nazionale fu convocato diverse volte ma disputò un solo test match, nel corso della Coppa del Mondo di rugby 1995 in Sudafrica contro Samoa.
Dopo il ritiro ha intrapreso l'attività di insegnante di educazione fisica e di allenatore: insegna presso la Millfield Senior School di Street, nel Somerset, della cui prima squadra di rugby è tecnico.

## Palmarès
- Premiership: 3
Bath: 1992-93, 1993-94, 1995-96
- Coppe Anglo-Gallesi: 3
Bath: 1993-94, 1994-95, 1995-96
- Heineken Cup: 1
Bath: 1997-98